# Бей, Саддик
Садди́к Бей (англ. Saddiq Bey; род. 9 апреля 1999 года в Шарлотте, штат Северная Каролина, США) — американский профессиональный баскетболист, выступающий в Национальной баскетбольной ассоциации за команду «Вашингтон Уизардс». Играет на позиции лёгкого форварда. На студенческом уровне выступал за команду университета Вилланова «Вилланова Уайлдкэтс». На драфте НБА 2020 года он был выбран под девятнадцатым номером командой «Бруклин Нетс» и обменян в «Детройт Пистонс».

## Средняя школа
Бей учился в католической средней школе ДеМата в первый год, после чего перешёл в школу Сидвелл Френдс. В третьем сезоне Бей набирал в среднем 14,5 очков, 6,5 подборов, 2 передачи и 2 перехвата за игру и привёл свою школу к победе в чемпионате штата. В четвёртом сезоне он травмировал свою лодыжку и пропустил несколько игр. В четвёртом сезоне Бей набирал в среднем 21 очко и 8 подборов за игру.

## Карьера в колледже
Изначально, 2 ноября 2017 года, Бей принял решение выступать за команду университета штата Северная Каролина. Однако в мае 2018 года он попросил освободить его от письма о намерениях, и Северная Каролина Стэйт отказала ему в разрешении на участие в конференции атлантического побережья. 15 июня Бей подписался с Виллановой после посещения Уэйк Фореста, Бостонского колледжа и Вандербильта.

### Первый курс
В своём дебюте за Вилланову Бей набрал 16 очков и 4 подбора в победе над Морган Стэйт со счётом 100—77. 30 января 2019 года Бей набрал свой первый дабл-дабл с 16 очками и 11 подборами в победе над Де Полем со счётом 86—74. 16 марта Бей набрал 16 очков и 10 подборов в победе над Сетон-Холлом со счётом 74—72 в финале турнира конференции Big East. Эта чемпионство стало третьим подряд для Виллановы. По итогам первого сезона Бей набирал в среднем 8,2 очков и 5,1 подборов, стартовав в 29 играх из 36, и попал в сборную новичков конференции.

### Второй курс
4 декабря 2019 года Бей набрал 27 очков в победе над Пенном со счётом 80—69. 11 января 2020 года он набрал лучшие в карьере 33 очка, включая 8 трёхочковых попадания, в победе над Джорджтауном со счётом 80—66. 5 февраля Бей набрал 29 очков и 6 подборов в поражении от Батлера со счётом 76—79. По итогам регулярного сезона Бей был единогласно выбран в первую команду конференции Big East. Также Бей получил приз имени Роберта Гизи как лучший игрок в Филадельфии Big 5 и приз имени Джулиуса Ирвинга как лучший лёгкий форвард страны. Бей стал третьим игроком Виллановы за последние 6 сезонов после Джоша Харта в 2017 году и Микала Бриджеса в 2018 году. По итогам второго курса Бей набирал в среднем 16,1 очков, 4,7 подборов и 2,4 передачи за игру.
9 июня 2020 года Бей выставил свою кандидатуру на драфт НБА 2020 года.

## Профессиональная карьера

### Детройт Пистонс (2020—2023)
Бей был выбран под 19-м номером на драфте НБА 2020 года клубом «Бруклин Нетс». 19 ноября Бей был обменян в «Детройт Пистонс» в результате трёхстороннего обмена с участием клубов «Бруклин Нетс», «Детройт Пистонс» и «Лос-Анджелес Клипперс». 1 декабря подписал с Детройтом контракт новичка на 4 года. 26 декабря Бей дебютировал в НБА, выйдя со скамейки запасных, и сделал 2 подбора за 6 минут в поражении от клуба «Кливленд Кавальерс» в двойном овертайме со счётом 119—128. 28 декабря Бей дебютировал в стартовом составе и набрал 10 очков, 7 подборов и 1 передачу в поражении от клуба «Атланта Хокс» со счётом 120—128. 6 января 2021 года Бей набрал свой первый дабл-дабл в НБА с 20 очками и 10 подборами, а также отдал 3 передачи и сделал 1 перехват в поражении от «Милуоки Бакс» со счётом 115—130. 12 февраля Бей обновил личный рекорд результативности, набрав 30 очков, также реализовав 7/7 трёхочковых и собрав 12 подборов за 27 минут, в победе над клубом «Бостон Селтикс» со счётом 108—102.

### Атланта Хокс (2023—2024)
9 февраля 2023 года Бей был обменян в команду «Атланта Хокс» в рамках сделки с участием «Голден Стэйт Уорриорз» и «Портленд Трэйл Блэйзерс».
Бей дебютировал в составе «Хокс» 13 февраля 2023 года, набрав 12 очков и совершив пять подборов в матче против «Шарлотт Хорнетс».

### Вашингтон Уизардс (2024—настоящее время)
11 июля 2024 года Саддик Бей подписал трехлетний контракт с клубом «Вашингтон Уизардс» на 20 млн долларов.

## Личная жизнь
Мать Бея — Дрюана Бей. Она работает директором средней школы. Она играла в баскетбол за женскую команду университета Северной Каролины в Шарлотте.

## Статистика

### Статистика в НБА
| Сезон                                                                                    | Команда | Регулярный сезон | Регулярный сезон | Регулярный сезон | Регулярный сезон | Регулярный сезон | Регулярный сезон | Регулярный сезон | Регулярный сезон | Регулярный сезон | Регулярный сезон | Регулярный сезон | Серия плей-офф | Серия плей-офф | Серия плей-офф | Серия плей-офф | Серия плей-офф | Серия плей-офф | Серия плей-офф | Серия плей-офф | Серия плей-офф | Серия плей-офф | Серия плей-офф |
| Сезон                                                                                    | Команда | GP               | GS               | MPG              | FG%              | 3P%              | FT%              | RPG              | APG              | SPG              | BPG              | PPG              | GP             | GS             | MPG            | FG%            | 3P%            | FT%            | RPG            | APG            | SPG            | BPG            | PPG            |
| ---------------------------------------------------------------------------------------- | ------- | ---------------- | ---------------- | ---------------- | ---------------- | ---------------- | ---------------- | ---------------- | ---------------- | ---------------- | ---------------- | ---------------- | -------------- | -------------- | -------------- | -------------- | -------------- | -------------- | -------------- | -------------- | -------------- | -------------- | -------------- |
| 2020/21                                                                                  | Детройт | 70               | 53               | 27,3             | 40,4             | 38,0             | 84,4             | 4,5              | 1,4              | 0,7              | 0,2              | 12,2             | Не участвовал  | Не участвовал  | Не участвовал  | Не участвовал  | Не участвовал  | Не участвовал  | Не участвовал  | Не участвовал  | Не участвовал  | Не участвовал  | Не участвовал  |
| 2021/22                                                                                  | Детройт | 82               | 82               | 33,0             | 39,6             | 34,6             | 82,7             | 5,4              | 2,8              | 0,9              | 0,2              | 16,1             | Не участвовал  | Не участвовал  | Не участвовал  | Не участвовал  | Не участвовал  | Не участвовал  | Не участвовал  | Не участвовал  | Не участвовал  | Не участвовал  | Не участвовал  |
| 2022/23                                                                                  | Детройт | 52               | 30               | 28,8             | 40,4             | 34,5             | 86,1             | 4,7              | 1,6              | 1,0              | 0,2              | 14,8             | Не участвовал  | Не участвовал  | Не участвовал  | Не участвовал  | Не участвовал  | Не участвовал  | Не участвовал  | Не участвовал  | Не участвовал  | Не участвовал  | Не участвовал  |
| 2022/23                                                                                  | Атланта | 25               | 7                | 25,2             | 47,0             | 40,0             | 86,2             | 4,8              | 1,4              | 0,8              | 0,0              | 11,6             | 6              | 0              | 22,2           | 37,5           | 38,9           | 88,9           | 4,0            | 1,0            | 0,5            | 0,0            | 7,5            |
| 2023/24                                                                                  | Атланта | 63               | 51               | 32,7             | 41,6             | 31,6             | 83,7             | 6,5              | 1,5              | 0,8              | 0,2              | 13,7             | Не участвовал  | Не участвовал  | Не участвовал  | Не участвовал  | Не участвовал  | Не участвовал  | Не участвовал  | Не участвовал  | Не участвовал  | Не участвовал  | Не участвовал  |
|                                                                                          | Всего   | 292              | 223              | 30,2             | 40,8             | 35,2             | 84,2             | 5,2              | 1,8              | 0,8              | 0,2              | 14,1             | 6              | 0              | 22,2           | 37,5           | 38,9           | 88,9           | 4,0            | 1,0            | 0,5            | 0,0            | 7,5            |
| Наведите курсор мыши на аббревиатуры в заголовке таблицы, чтобы прочесть их расшифровку. |         |                  |                  |                  |                  |                  |                  |                  |                  |                  |                  |                  |                |                |                |                |                |                |                |                |                |                |                |

### Статистика в NCAA
| Сезон | Команда   | Conf     | Class | GP | GS | MPG  | FG%  | 3P%  | FT%  | RPG | APG | SPG | BPG | PPG  |
| --- | --------- | -------- | ----- | -- | -- | ---- | ---- | ---- | ---- | --- | --- | --- | --- | ---- |
| 2018/19 | Вилланова | Big East | FR    | 36 | 29 | 29,6 | 45,8 | 37,4 | 64,4 | 5,1 | 1,3 | 0,9 | 0,3 | 8,2  |
| 2019/20 | Вилланова | Big East | SO    | 31 | 31 | 33,9 | 47,7 | 45,1 | 76,9 | 4,7 | 2,4 | 0,8 | 0,4 | 16,1 |
| Всего | Всего     | Всего    | Всего | 67 | 60 | 31,6 | 46,9 | 41,8 | 72,8 | 4,9 | 1,8 | 0,8 | 0,4 | 11,9 |
| Наведите курсор мыши на аббревиатуры в заголовке таблицы, чтобы прочесть их расшифровку Статистика приведена с сайта sports-reference.com |           |          |       |    |    |      |      |      |      |     |     |     |     |      |